# Yang Hu
En aquest nom xinès, el cognom és Yang.
Yang Hu (221-278 EC), nom estilitzat Shuzi (叔子), va ser un general militar durant el període de la tardana Dinastia Jin de la història xinesa. La seva defensa dels plans per conquerir l'estat rival de Wu Oriental, finalment va convèncer a l'emperador Wu per dur-los a terme, però ell no viuria per veure l'execució dels plans. Va ser conegut per la seva humilitat i previsió.
Tant l'avi de Yang Hu, Yang Xu (羊續), com el seu pare, Yang Chai (羊茝), foren governadors de comandància, i la seva mare era una filla de l'historiador i músic de la Dinastia Han, Cai Yong. La seva germana Yang Huiyu va ser la tercera esposa de Sima Shi, posteriorment honrada com una emperadriu vídua després que l'Emperador Wu establí la Dinastia Jin en el 265.
Yang Hu va perdre al seu pare a l'edat dels 11 anys. Va ser criat pel seu oncle Yang Chen (羊耽) i el va servir filialment. A mesura que creixia, va començar a fer-se conegut per la seva intel·ligència, coneixement i bellesa física. El general militar Xiahou Wei va quedar impressionat amb ell i en va casar la seva neboda (la filla de Xiahou Ba) amb Yang. Després que el seu sogre va fer defecció cap a Shu Han en el 249 en vista del colp d'estat de Sima Yi en contra de Cao Shuang, Yang va ser un dels pocs que estant relacionats per matrimoni van encara atrevir-se a associar-se amb el clan Xiahou. Es va exercir com a funcionari de baix nivell durant els regnats dels emperadors de Cao Wei, Cao Mao i Cao Huan. Com que va advertir a Sima Zhao sobre les intencions de Zhong Hui, Sima va confiar en gran manera en el seu judici després que Zhong es va revoltar (com ell havia predit) en el 264, i es va exercir com a secretari executiu de Sima.
Després de la mort de Sima Zhao en el 265, el seu fill Sima Yan el va succeir, i més tard eixe any va forçar a Cao Huan a abdicar a favor seu, acabant Cao Wei i establint Jin (com a emperador Wu). L'Emperador Wu volgué crear a Yang com un duc, però Yang ho declinà.